# Affalterhof
Affalterhof (oberfränkisch: Affalda-huf) ist ein Gemeindeteil der Großen Kreisstadt Kulmbach im Landkreis Kulmbach (Oberfranken, Bayern). Affalterhof liegt in der Gemarkung Katschenreuth.

## Geografie
Die Einöde liegt am linken Ufer des Roten Mains. Ein Anliegerweg führt nach Hitzmain (0,7 km westlich) und ein Wirtschaftsweg nach Windischenhaig (0,7 km südlich).

## Geschichte
Der Ort wurde 1398 als „Affaltern“ erstmals urkundlich erwähnt. 1762 wurde der Ort erstmals „Affalterhof“ genannt. Dem Ortsnamen liegt das althochdeutsche Wort affalterun (Apfelbaum) zugrunde.
Affalterhof gehörte zur Realgemeinde Katschenreuth. Gegen Ende des 18. Jahrhunderts bestand Affalterhof aus zwei Anwesen. Das Hochgericht übte das bayreuthische Stadtvogteiamt Kulmbach aus. Das Rittergut Wernstein war Grundherr der beiden Güter.
Von 1797 bis 1810 unterstand der Ort dem Justiz- und Kammeramt Kulmbach. Mit dem Ersten Gemeindeedikt wurde Affalterhof dem 1811 gebildeten Steuerdistrikt Melkendorf zugewiesen. 1812 erfolgte die Überweisung an den Steuerdistrikt Katschenreuth und die neu gebildete gleichnamige Ruralgemeinde. Am 1. Juli 1976 wurde Affalterhof im Zuge der Gebietsreform in Bayern nach Kulmbach eingegliedert.

### Einwohnerentwicklung
| Jahr      | 001818 | 001861 | 001871 | 001885 | 001900 | 001925 | 001950 | 001961 | 001970 | 001987 |
| Einwohner | 15     | 20     | 23     | 13     | 10     | 16     | 17     | 15     | 9      | 11     |
| Häuser    | 2      |        |        | 2      | 3      | 3      | 2      | 2      |        | 2      |
| Quelle    | [ 8 ]  | [ 12 ] | [ 13 ] | [ 14 ] | [ 15 ] | [ 16 ] | [ 17 ] | [ 18 ] | [ 19 ] | [ 1 ]  |

## Religion
Affalterhof ist seit der Reformation evangelisch-lutherisch geprägt und nach St. Johannes der Täufer (Hutschdorf) gepfarrt.